# Kalbarri National Park
Kalbarri National Park är en park i Australien. Den ligger i delstaten Western Australia, omkring 500 kilometer norr om delstatshuvudstaden Perth. Kalbarri National Park ligger 212 meter över havet.
Trakten runt Kalbarri National Park är nära nog obefolkad, med mindre än två invånare per kvadratkilometer.. Det finns inga samhällen i närheten.
Omgivningarna runt Kalbarri National Park är i huvudsak ett öppet busklandskap. Genomsnittlig årsnederbörd är 305 millimeter. Den regnigaste månaden är juni, med i genomsnitt 60 mm nederbörd, och den torraste är oktober, med 2 mm nederbörd.